# Sainte-Colombe-près-Vernon
Sainte-Colombe-près-Vernon ist eine französische Gemeinde mit 310 Einwohnern (Stand: 1. Januar 2022) im Département Eure in der Region Normandie. Sie gehört zum Arrondissement Les Andelys sowie zum Kanton Pacy-sur-Eure.

## Geografie
Sainte-Colombe-près-Vernon liegt etwa 35 Kilometer südsüdöstlich von Rouen. Umgeben wird Sainte-Colombe-près-Vernon von den Nachbargemeinden Champenard und Saint-Aubin-sur-Gaillon im Norden, Villez-sous-Bailleul im Osten und Nordosten, La Chapelle-Longueville im Osten, Houlbec-Cocherel im Süden und Südosten, Chambray im Westen und Südwesten sowie Autheuil-Authouillet im Westen. 

## Bevölkerungsentwicklung
| 1962                       | 1968 | 1975 | 1982 | 1990 | 1999 | 2006 | 2018 |
| -------------------------- | ---- | ---- | ---- | ---- | ---- | ---- | ---- |
| 94                         | 90   | 102  | 168  | 221  | 197  | 224  | 303  |
| Quellen: Cassini und INSEE |      |      |      |      |      |      |      |

## Sehenswürdigkeiten

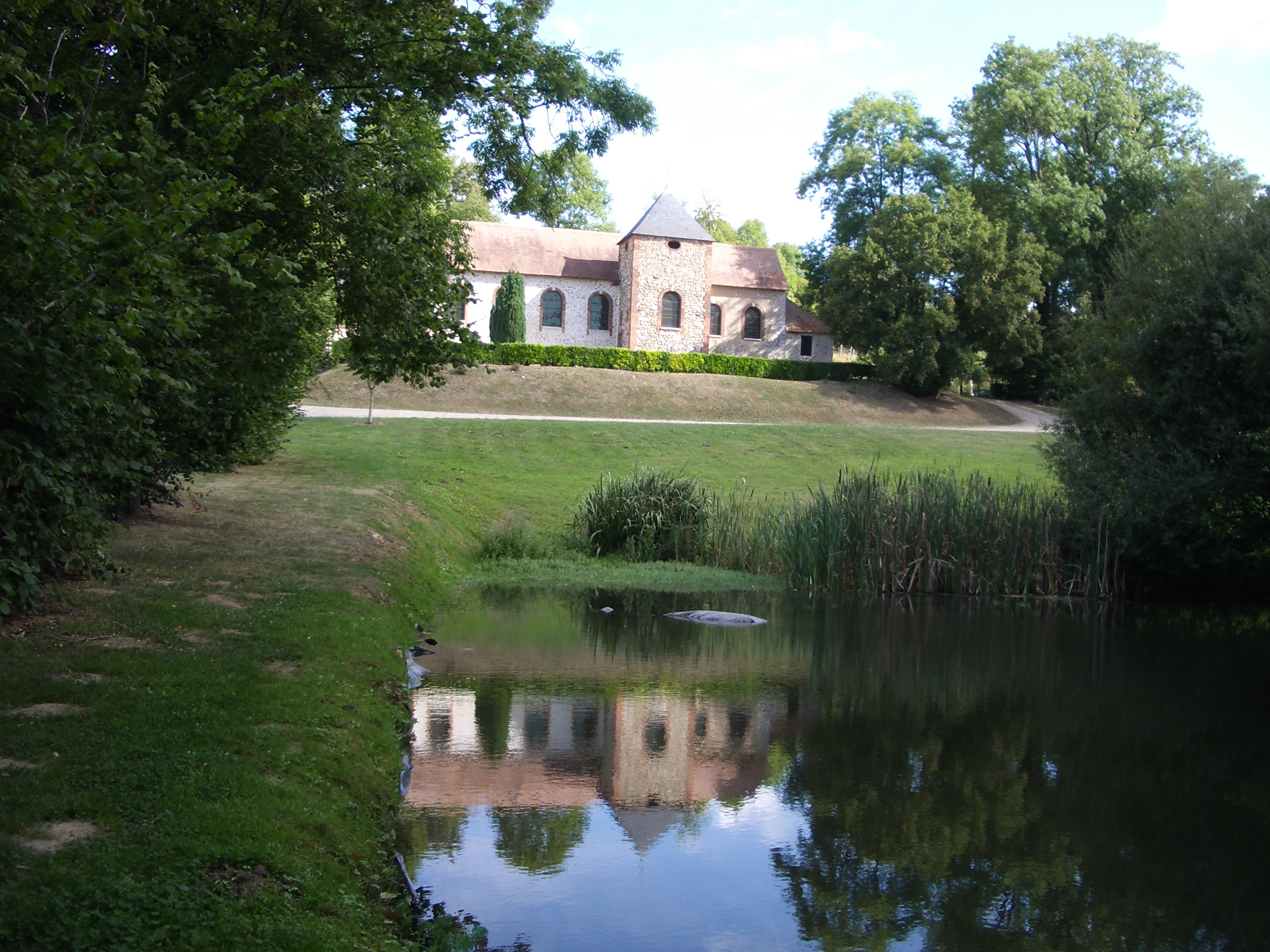
Kirche Sainte-Colombe

- Kirche von Sainte-Colombe